# 18e cérémonie des British Academy Film Awards
Pour la cérémonie des BAFTAs récompensant la télévision, voir la 12e cérémonie des British Academy Television Awards.
La 18e cérémonie des British Academy Film Awards, organisée par la British Academy of Film and Television Arts, s'est déroulée en 1965 et a récompensé les films sortis en 1964.

## Palmarès

### Meilleur film
- Docteur Folamour (Dr Strangelove Or: How I Learned To Stop Worrying And Love The Bomb)
  - Becket
  - Le Mangeur de citrouilles (The Pumpkin Eater)
  - Le Train (The Train)

### Meilleur film britannique
- Docteur Folamour (Dr Strangelove Or: How I Learned To Stop Worrying And Love The Bomb)
  - Becket
  - Le Mangeur de citrouilles (The Pumpkin Eater)
  - Pour l'exemple (King & Country)

### Meilleur acteur
- Meilleur acteur britannique :
  - Richard Attenborough pour le rôle du Sergent Major Lauderdale dans Les Canons de Batasi (Guns at Batasi)
  - Richard Attenborough pour le rôle de Billy Savage dans Le Rideau de brume (Seance on a Wet Afternoon)
    - Peter O'Toole pour le rôle du roi Henri II d'Angleterre dans Becket
    - Peter Sellers pour le rôle du Dr Folamour dans Docteur Folamour (Dr Strangelove or: How I Learned to Stop Worrying and Love the Bomb)
    - Peter Sellers pour le rôle de l'Inspecteur Jacques Clouseau dans La Panthère Rose (The Pink Panther)
    - Tom Courtenay pour le rôle du soldat Arthur Hamp dans Pour l'exemple (King & Country)
- Meilleur acteur étranger :
  - Marcello Mastroianni pour le rôle de Carmine Sbaratti / Renzo / Augusto Rusconi dans Hier, aujourd'hui et demain (Ieri, oggi, domani)
    - Cary Grant pour le rôle de Brian Cruikshank dans Charade
    - Sterling Hayden pour le rôle du Général Jack D. Ripper dans Docteur Folamour (Dr Strangelove or: How I Learned to Stop Worrying and Love the Bomb)
    - Sidney Poitier pour le rôle d'Homer Smith dans Le Lys des champs (Lilies of the Field)

### Meilleure actrice
- Meilleure actrice britannique :
  - Audrey Hepburn pour le rôle de Regina "Reggie" Lampert dans Charade
    - Julie Andrews pour le rôle de Mary Poppins  dans Mary Poppins
    - Edith Evans pour le rôle de Mrs. St. Maugham dans Mystère sur la falaise (The Chalk Garden)
    - Deborah Kerr pour le rôle de Miss Madrigal dans Mystère sur la falaise (The Chalk Garden)
    - Rita Tushingham pour le rôle de Kate Brady dans La Fille aux yeux verts (Girl with Green Eyes)
- Meilleure actrice étrangère :
  - Anne Bancroft pour le rôle de Jo Armitage dans Le Mangeur de citrouilles (The Pumpkin Eater)
    - Ava Gardner pour le rôle de Maxine Faulk dans La Nuit de l'iguane (The Night of the Iguana)
    - Shirley MacLaine pour le rôle d'Irma la Douce dans Irma la Douce
    - Shirley MacLaine pour le rôle de Louisa May Foster dans Madame Croque-maris (What a Way to Go!)
    - Kim Stanley pour le rôle de Myra Savage dans Le Rideau de brume (Séance on a Wet Afternoon)

### Meilleur scénario britannique
- Le Mangeur de citrouilles (The Pumpkin Eater) – Harold Pinter
  - Becket – Edward Anhalt
  - Docteur Folamour (Dr Strangelove or: How I Learned to Stop Worrying and Love the Bomb) – Stanley Kubrick, Peter George et Terry Southern
  - Le Rideau de brume (Séance on a Wet Afternoon) – Bryan Forbes

### Meilleure direction artistique
- Meilleure direction artistique britannique – Noir et blanc :
  - Docteur Folamour (Dr Strangelove or : How I Learned to Stop Worrying and Love the Bomb) – Ken Adam
    - Les Canons de Batasi (Guns At Batasi) – Maurice Carter
    - Pour l'exemple (King and Country) – Richard MacDonald
    - Le Mangeur de citrouilles (The Pumpkin Eater) – Edward Marshall
- Meilleure direction artistique britannique – Couleur :
  - Becket – John Bryan
    - The Chalk Garden – Carmen Dillon
    - Goldfinger – Ken Adam
    - Zoulou (Zulu) – Ernest Archer

### Meilleurs costumes
Nouvelle récompense
- Meilleurs costumes britanniques – Noir et blanc :
  - Le Mangeur de citrouilles (The Pumpkin Eater) – Sophie Devine
    - L'Ange pervers (Of Human Bondage) – Beatrice Dawson
    - Psyche 59 – Julie Harris
- Meilleurs costumes britanniques – Couleur :
  - Becket – Margaret Furse
    - Les Drakkars (The Long Ships) – Anthony Mendleson
    - La Femme de paille (Woman of Straw) – Beatrice Dawson
    - La Rolls-Royce jaune (The Yellow Rolls-Royce) – Anthony Mendleson

### Meilleure photographie
- Meilleure photographie britannique – Noir et blanc :
  - Le Mangeur de citrouilles (The Pumpkin Eater) – Oswald Morris
    - Les Canons de Batasi (Guns at Batasi) – Douglas Slocombe
    - Pour l'exemple (King and Country) – Denys N. Coop
    - Le Rideau de brume (Séance on a Wet Afternoon) – Gerry Turpin
- Meilleure photographie britannique – Couleur :
  - Becket – Geoffrey Unsworth
    - La Septième aube (The 7th Dawn) – Freddie Young
    - Mystère sur la falaise – Arthur Ibbetson
    - Nothing But the Best – Nicolas Roeg
    - La Rolls-Royce jaune (The Yellow Rolls-Royce) – Jack Hildyard

### Meilleur film d'animation
- The insects

### Meilleur film documentaire
- Nobody Waved Good-bye – Don Owen
  - Alleman – Bert Haanstra
  - Portrait of Queenie – Michael Orrom
  - The Life of Billy Walker

### Meilleur court-métrage
- Eskimo Artist: Kenojuak (en) – John Feeney (en)
  - 23 Skidoo (en) – Julian Biggs (en)
  - Mekong: A River of Asia – John Armstrong
  - Muloorina – David Cobham

### Meilleur film spécialisé
- Driving Technique - Passenger Trains
  - The Circarc Gear
  - And Gladly would he learn
  - Germany - A Regional Geography

### United Nations Awards
- Docteur Folamour (Dr Strangelove or: How I Learned to Stop Worrying and Love the Bomb)
  - 23 Skidoo (en)
  - La Charge de la huitième brigade (A Distant Trumpet)
  - Le Lys des champs (Lilies of the Field)

### Meilleur nouveau venu dans un rôle principal
Récompense les jeunes acteurs dans un rôle principal.
- Julie Andrews pour le rôle de Mary Poppins dans Marry Poppins
  - John Lennon, Paul McCartney, George Harrison et Ringo Starr dans leurs propres rôles dans A Hard Day's Night
  - Lynn Redgrave pour le rôle de Baba Brennan dans La Fille aux yeux verts (Girl with Green Eyes)
  - Elizabeth Ashley pour le rôle de Monica Winthrop dans Les Ambitieux (The Carpetbaggers)

## Récompenses et nominations multiples

### Nominations multiples
Films
7 : Docteur Folamour, Le Mangeur de citrouilles, Becket
4 : Le Rideau de brume, Pour l'exemple
3 : Les Canons de Batasi, Mystère sur la falaise
2 : Marry Poppins, Charade, Le Lys des champs, La Fille aux yeux verts, La Rolls-Royce jaune, 23 Skidoo
Personnalités
2 : Richard Attenborough, Julie Andrews, Peter Sellers, Shirley MacLaine, Ken Adam, Anthony Mendleson, Beatrice Dawson

### Récompenses multiples
Films
4 / 7 : Docteur Folamour, Le Mangeur de citrouilles
3 / 7 : Becket
Personnalité
2 / 2 : Richard Attenborough

### Le grand perdant
0 / 4 : Pour l'exemple